# 显利街社区中心
显利街社区中心（Henry Street Settlement）是纽约市曼哈顿下东城街区的一个非营利社会服务机构，提供社会服务，艺术节目并为所有年龄段的纽约人提供医疗服务。它由进步改革者和护士Lillian Wald成立于1893年。
该社区中心每年为约5万人提供服务。客户包括低收入人士和家庭，家庭暴力幸存者，2至21岁的青少年，身心健康遭受挑战的个人，老年人以及在显利街Abrons 艺术中心参加表演、课程和展览的艺术和文化爱好者。
社区中心的行政办公室仍然位于曼哈顿的显利街263-267号原来的（1832年）联邦排房中。
显利街263-267号建筑在1966年被列为纽约市地标，并在 1989年与毗邻的格兰街466号社区剧场一同列为国家历史地标。

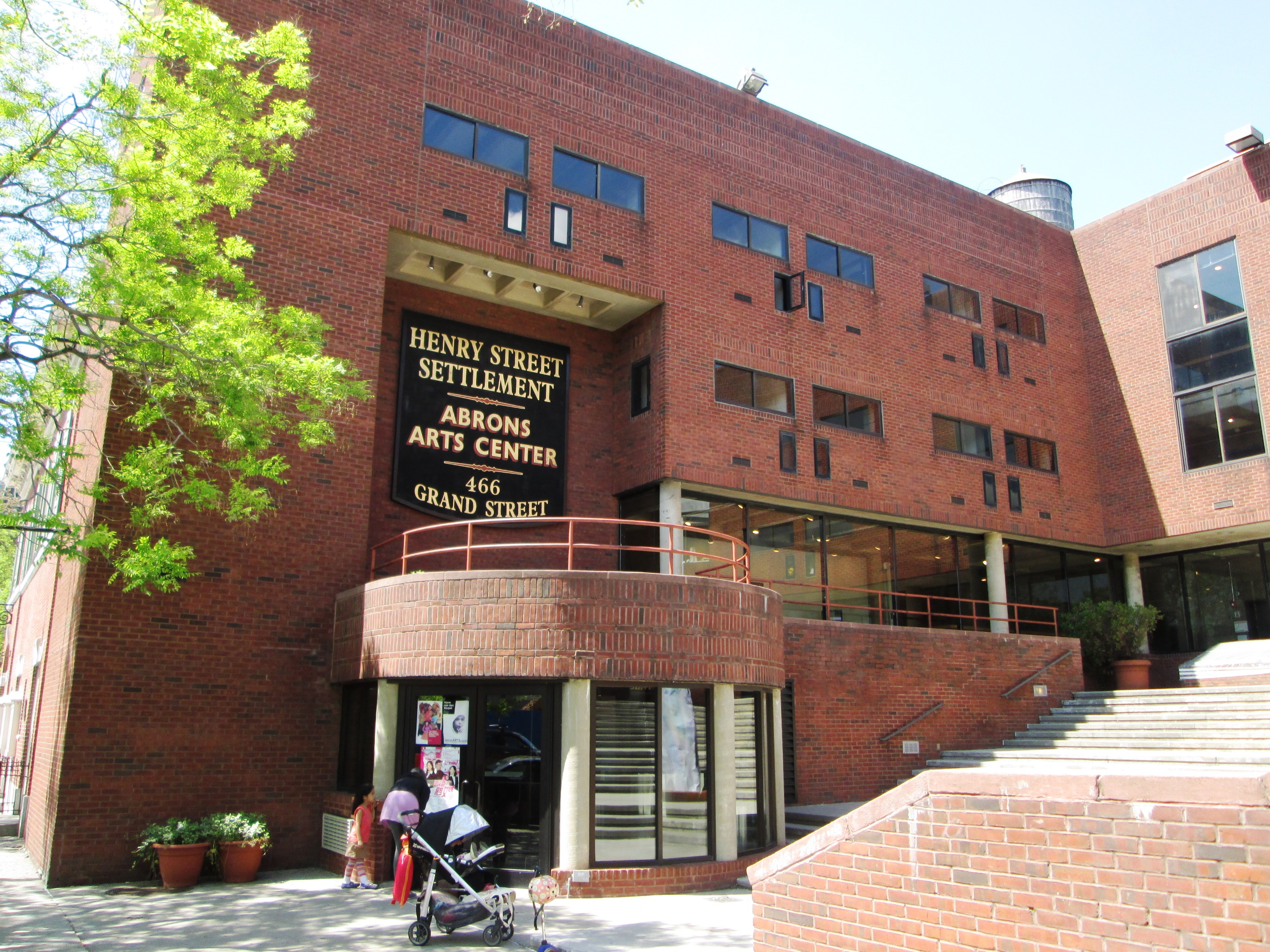